# Angey
Angey és un municipi francès situat al departament de la Manche i a la regió de Normandia. L'any 2007 tenia 214 habitants.

## Demografia

### Població
El 2007 la població de fet d'Angey era de 214 persones. Hi havia 80 famílies de les quals 12 eren unipersonals (8 homes vivint sols i 4 dones vivint soles), 26 parelles sense fills, 34 parelles amb fills i 8 famílies monoparentals amb fills.
La població ha evolucionat segons el següent gràfic:
Habitants censats

### Habitatges
El 2007 hi havia 108 habitatges, 77 eren l'habitatge principal de la família, 24 eren segones residències i 7 estaven desocupats. Tots els 108 habitatges eren cases. Dels 77 habitatges principals, 68 estaven ocupats pels seus propietaris, 8 estaven llogats i ocupats pels llogaters i 1 estava cedit a títol gratuït; 2 tenien dues cambres, 6 en tenien tres, 19 en tenien quatre i 51 en tenien cinc o més. 63 habitatges disposaven pel capbaix d'una plaça de pàrquing. A 23 habitatges hi havia un automòbil i a 53 n'hi havia dos o més.

### Piràmide de població
La piràmide de població per edats i sexe el 2009 era:
| Homes | Edats   | Dones |
| ----- | ------- | ----- |
| 0     | 95 o +  | 0     |
| 0     | 90 a 94 | 0     |
| 0     | 85 a 89 | 0     |
| 0     | 80 a 84 | 0     |
| 4     | 75 a 79 | 0     |
| 8     | 70 a 74 | 4     |
| 4     | 65 a 69 | 4     |
| 4     | 60 a 64 | 0     |
| 0     | 55 a 59 | 4     |
| 4     | 50 a 54 | 4     |
| 8     | 45 a 49 | 4     |
| 16    | 40 a 44 | 12    |
| 0     | 35 a 39 | 8     |
| 4     | 30 a 34 | 4     |
| 0     | 25 a 29 | 0     |
| 4     | 20 a 24 | 0     |
| 16    | 15 a 19 | 16    |
| 16    | 10 a 14 | 0     |
| 8     | 5 a 9   | 0     |
| 0     | 0 a 4   | 8     |

## Economia
El 2007 la població en edat de treballar era de 144 persones, 120 eren actives i 24 eren inactives. De les 120 persones actives 110 estaven ocupades (63 homes i 47 dones) i 10 estaven aturades (5 homes i 5 dones). De les 24 persones inactives 12 estaven jubilades, 7 estaven estudiant i 5 estaven classificades com a «altres inactius».

### Ingressos
El 2009 a Angey hi havia 80 unitats fiscals que integraven 232,5 persones, la mediana anual d'ingressos fiscals per persona era de 17.597 €.

### Activitats econòmiques
Dels 7 establiments que hi havia el 2007, 4 eren d'empreses de construcció i 3 d'empreses de serveis.
Dels 4 establiments de servei als particulars que hi havia el 2009, 2 eren paletes, 1 fusteria i 1 electricista.
L'any 2000 a Angey hi havia 11 explotacions agrícoles que ocupaven un total de 318 hectàrees.

## Poblacions més properes
El següent diagrama mostra les poblacions més properes.